# ハンニバリアヌス

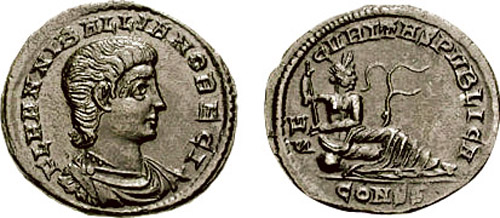
ハンニバリアヌスのフォリス

フラウィウス・ハンニバリアヌス（Flavius Hannibalianus、? - 337年、在位：335年 - 337年）はローマ帝国のポントゥス王である。

## 出生と結婚
ハンニバリアヌスはコンスタンティウス1世の息子フラウィウス・ダルマティウスの息子であり、またハンニバリアヌスには父と同じ名の兄がいる。妻は従姉妹のコンスタンティナ（コンスタンティヌス1世の娘で、ハンニバリアヌスの死後はガルス帝の妻となる）である。

## 副帝就任
ダルマティウス・ハンニバリアヌス兄弟はおじコンスタンティヌス1世によってケンソルに任じられ、後に彼らは2人して高位の地位に昇格し、ダルマティウスは副帝とされ、ハンニバリアヌスはノビリッシムスという称号を受けた。それと同時にハンニバリアヌスには支配領土としてカエサレア市、ポントゥス、カッパドキア、小アルメニアが割り当てられた。

## 最期
しかし、コンスタンティヌスが死んだ337年、ハンニバリアヌスは兄および父フラウィウス・ダルマティウス、ユリウス・コンスタンティウス（ハンニバリアヌスのおじで、ガルスとユリアヌスの父）といった皇族やアブラウィウスなど宮廷の実力者たちと共に廷臣たちの陰謀で殺された。

## 系譜
イギリスの古典主義者アラン・ダグラス・エドワード・キャメロン（1938年3月13日 - 2017年7月31日）は「"Orfitus and Constantius: a note on Roman gold-glasses," in Journal of Roman archaeology」の中で、4世紀のローマ帝国の政治家の一人メンミウス・ウィトラシウス・オルフィトゥス・ホノリウス（369年頃に没）の妻コンスタンティアは、ハンニバリアヌスとコンスタンティナの娘であると推測している（コンスタンティアに関して判明していることは、ハンニバリアヌスを含む皇族や宮廷内の実力者達の粛清を主導したと思われるコンスタンティウス2世の遠縁にあたる女性ということである）。
オルフィトゥス・ホノリウスとコンスタンティナとの間には娘が2人おり、一人は名前が不明だが、385年にエトルリアに住んでいたことが判明している。もう一人はルスティキアナという女性で、391年の執政官クィントゥス・アウレリウス・シュンマクス・エウセビウス（345年頃 - 402年）と結婚、1男1女（娘ガッラ、息子クィントゥス・ファビウス・メンミウス・シュンマクス（383/4年 - 402年以降））を儲けた。
ガッラは小ニコマクス・フラウィアヌス（394年のフリギドゥスの戦いに父ウィリウス・ニコマクス・フラウィアヌス（大ニコマクス・フラウィアヌス。334年 - 394年）と共にエウゲニウス側として戦い、父は敗北の数日後に自殺したが、小ニコマクス・フラウィアヌスは生き残った）と結婚している。
ガッラの兄弟クィントゥス・ファビウス・メンミウス・シュンマクスは大ニコマクス・フラウィアヌスの孫娘と結婚、恐らく446年の執政官クィントゥス・アウレリウス・シュンマクスは息子である。クィントゥス・アウレリウス・シュンマクスの息子が、東ゴート王国の建国者テオドリック大王に仕え、最終的には処刑されたクィントゥス・アウレリウス・メンミウス・シュンマクス（485年の執政官。526年没）である。このシュンマクスには三人の娘（ルスティキアナ、ガッラ（結婚してから1年余りで未亡人となる）、プロバ）がおり、ルスティキアナと結婚したのが、幼くして孤児となり、シュンマクスに養育されたアニキウス・マンリウス・トルクアトゥス・セウェリヌス・ボエティウス（480年 - 524/5年）である。
ボエティウスは妻ルスティキアナとの間にフラウィウス・シンマクス（522年の執政官）、フラウィウス・ボエティウス（522年の執政官。522年から526年の活動記録がある）を儲けた。
下の息子フラウィウス・ボエティウスには2男1女（ボエティウス、シンマクス（601年2月以降に没）、ルスティキアナ）がおり、この3人はボエティウス直系の孫である。この3人の中で子女が記録されているのはルスティキアナである。すなわちルスティキアナが明らかになっていない男性との間の娘エウセビアはボエティウスの記録に残っている唯一の曾孫にあたり、5世紀にアエギュプトゥス（現在のエジプト）の貴族で起源がよく分かっていないアピオ家（アピオ家は328年以前のアエギュプトゥスの総督と考えられているアウレリウス・アピオ（328年以降に没）、プロウィンキア・テバイド（アビドスからアスワンまでの上エジプトの最も南にある13のノモスから成る古代エジプトの地方）の貴族でローマ将校フラウィウス・ストラテギウス（328年以降に没）の一族に属していると考えられてきたが、現在この理論は考慮されていない。アピオ家の始祖で確実視されているのは、5世紀のストラテギウス1世とその娘イシス、イシスの夫アピオ1世、アピオ1世の父フラウィアヌスの4人とされる。イシスとアピオ1世の子孫でアピオ家が形成されたと考えられる）の男性アピオに嫁ぎ、ストラテギウス（594年頃～598年頃 - 603年以降記録が無い）を儲けた。ボエティウスの玄孫である。
このエウセビアの夫と夫の兄弟、息子ストラテギウスまでの系譜を含むアピオ家の活動記録が626年8月までは見られるが、そこで記録が突如途絶えている。
キャメロンの推測が事実であれば、ハンニバリアヌスの血筋は7世紀初めまで存続したことになる。